# Pristimantis amydrotus
Pristimantis amydrotus es una especie de anfibio anuro de la familia Craugastoridae. Esta especie es endémica del Departamento de Cajamarca en Perú. Se encuentra a aproximadamente a 1 500 m s. n. m. de altitud en la Cordillera Occidental (Perú).

## Publicación original
- Duellman & Lehr, 2007 : Frogs of the genus Eleutherodactylus (Leptodactylidae) in the Cordillera Occidental in Peru with descripciones of three new species. Scientific Papers, Natural History Museum, University of Kansas, vuelo. 39, p. 1-13.